# Apollinari Iwanowitsch Tomaschewski
Apollinari Iwanowitsch Tomaschewski (russisch Аполлинарий Иванович Томашевский; * 11. Junijul. / 23. Juni 1890greg. im Ujesd Dubno; † 2. November 1926 in Moskau) war ein russisch-sowjetischer Pilot.

## Leben
Tomaschewski stammte aus einer Bauernfamilie. 1910 begann er als Bordmechaniker in der Luftfahrt zu arbeiten. 1914 wurde er in Petrograd an der Flugschule des Allrussischen Aeroclubs von Chariton Nikanorowitsch Slaworossow zum Piloten ausgebildet. Er erhielt das Pilotendiplom und die Einschreibung in die Petrograder Offiziersschule für Seefliegerei. Die theoretischen Kurse absolvierte er am Petrograder Polytechnischen Institut. Seine Marineflieger-Prüfungen legte er in der Marineflieger-Schule in Baku im Januar 1916 ab und arbeitete dann als Ausbilder.
Im August 1916 wurde Tomaschewski in Sergei Sergejewitsch Schtschetinins Flugzeugwerk in Petrograd abkommandiert, wo er als Testpilot Dmitri Pawlowitsch Grigorowitschs Wasserflugzeug M-11 flog, das für den Einsatz als Marinejagdflugzeug vorgesehen war. Er nahm dann am Ersten Weltkrieg teil und wurde schließlich Unteroffizier.
Nach der Oktoberrevolution war er ab September 1918 Militärpilot der 2. Staffel der Roten Armee in Saratow. Im Russischen Bürgerkrieg flog er Einsätze an der Ostfront gegen die weiße Armee und die Tschechoslowakischen Legionen. Am 18. Oktober 1918 musste er wegen eines Motorschadens in feindlichem Gebiet notlanden, wurde gefangen genommen und in ein Uraler Gefängnis gebracht. Am 24. Februar 1919 wurde er von der Roten Armee befreit. Er war dann Pilot der Aufklärungsstaffel der Südgruppe der Ostfront. Im Juli 1919 wurde er Kommandeur der 30. Staffel der 4. Armee. Im September 1920 kam er an die Westfront.
Nach dem Bürgerkrieg arbeitete er zunächst im Norden und war dann Testpilot in Moskau. Er erprobte die KOMTA (1923, eines der ersten sowjetischen Experimentalflugzeuge), das erste sowjetische Verkehrsflugzeug AK-1 (8. Februar 1924), das erste freitragende Ganzmetallflugzeug ANT-4 (26. November 1925) und die ANT-3 (1926). Im Juli 1924 führte er mit einer AK-1 mit Besatzung den Flug Moskau-Nischni Nowgorod-Kasan und zurück durch. Zusammen mit den Piloten Michail Michailowitsch Gromow, Michail Alexandrowitsch Wolkowoinow, Nikita Iwanowitsch Naidjonow, Arkadi Nikiforowitsch Jekatow, Iwan Poljakow und Slaworossow beteiligte er sich mit einer AK-1 im Juni 1925 an dem von Slaworossow projektierten Gruppenlangstreckenflug Moskau-Ulan-Bator-Peking. Als er wegen eines Motorschadens in der Wüste notlanden musste, fand ihn Slaworossow nur mit Mühe und behob den Schaden. Am 4. März 1926 erkundete Tomaschewski als erster Pilot mit einer Junkers Ju 13 die Robbenkolonien am Weißen Meer zur Vorbereitung der Robbenjagd. Im Juli 1926 stellte er bei Testflügen mit der ANT-4 mit einem vierstündigen Flug mit 2054 kg Nutzlast und einem 12-stündigen Flug von 2000 km mit 1075 kg Nutzlast inoffizielle Weltrekorde auf.
Tomaschewski erschoss sich in Moskau am 2. November 1926 wegen unerträglicher Kopfschmerzen als Folge einer Wunde, wie seine Tochter berichtete. Er wurde auf dem Wagankowoer Friedhof begraben.

## Ehrungen
- Rotbannerorden (1919, 1925)[2]
- Verdienter Pilot der UdSSR (1925)[2]
- Ehrenbürger der Stadt Samara[2]